# New York Jets 2014
La stagione 2014 dei New York Jets è stata la 44ª della franchigia nella National Football League, la 54ª complessiva. La squadra scese da un record di 8-8 nel 2013 a 4-12, chiudendo all'ultimo posto della division e mancando i playoff per il quarto anno consecutivo. Rex Ryan fu licenziato il 29 dicembre 2014, dopo un record di 46–50 in sei stagioni.

## Scelte nel Draft 2014

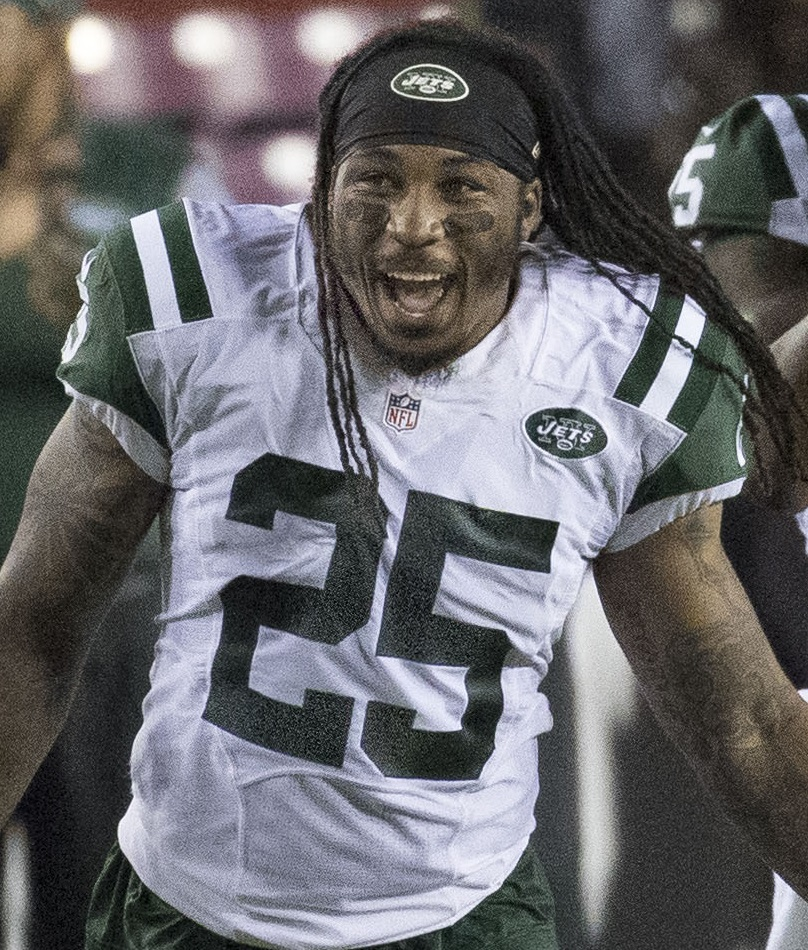
Calvin Pryor è stato la scelta del primo giro dei Jets nel draft 2014

| Scelte dei Jets nel Draft 2014 | Scelte dei Jets nel Draft 2014 | Scelte dei Jets nel Draft 2014 | Scelte dei Jets nel Draft 2014 | Scelte dei Jets nel Draft 2014 | Scelte dei Jets nel Draft 2014 |
| Giro                           | Scelta                         | Giocatore                      | Ruolo                          | College                        | Note                           |
| ------------------------------ | ------------------------------ | ------------------------------ | ------------------------------ | ------------------------------ | ------------------------------ |
| 1                              | 18                             | Calvin Pryor                   | S                              | Louisville                     |                                |
| 2                              | 49                             | Jace Amaro                     | TE                             | Texas Tech                     |                                |
| 3                              | 80                             | Dexter McDougle                | CB                             | Maryland                       |                                |
| 4                              | 104                            | Jalen Saunders                 | WR                             | Oklahoma                       | Da Tampa Bay                   |
| 4                              | 115                            | Shaquelle Evans                | WR                             | UCLA                           |                                |
| 4                              | 137                            | Dakota Dozier                  | OT                             | Furman                         | Compensatoria                  |
| 5                              | 154                            | Jeremiah George                | LB                             | Iowa St                        |                                |
| 6                              | 195                            | Brandon Dixon                  | CB                             | Northwest Missouri St          |                                |
| 6                              | 209                            | Quincy Enunwa                  | WR                             | Nebraska                       | Compensatoria                  |
| 6                              | 210                            | Ikemefuna Enemkpali            | DE                             | Louisiana Tech                 | Compensatoria                  |
| 6                              | 213                            | Tajh Boyd                      | QB                             | Clemson                        | Compensatoria                  |
| 7                              | 233                            | Trevor Reilly                  | LB                             | Utah                           |                                |

## Roster
| Roster dei New York Jets nel 2014 |
| --- |
| Quarterback - 5 Matt Simms - 7 Geno Smith - 1 Michael Vick Running Back - 38 John Conner FB - 33 Chris Ivory - 21 Chris Johnson - 29 Bilal Powell Wide Receiver - 87 Eric Decker - 82 Quincy Enunwa - 10 T.J. Graham - 15 Saalim Hakim CB - 16 Percy Harvin KR - 11 Jeremy Kerley PR - 14 Chris Owusu - 18 Walt Powell Tight End - 88 Jace Amaro - 85 Jeff Cumberland - 83 Chris Pantale - 44 Zach Sudfeld Offensive Linemen - 75 Oday Aboushi G - 66 Willie Colon G - 70 Dakota Dozier T - 60 D'Brickashaw Ferguson T - 63 Dalton Freeman C - 68 Breno Giacomini T - 71 Ben Ijalana T - 72 Wesley Johnson G - 74 Nick Mangold C Defensive Linemen - 99 T.J. Barnes DT - 78 Leger Douzable DT - 93 Kenrick Ellis NT - 94 Damon Harrison NT - 91 Sheldon Richardson DT - 96 Muhammad Wilkerson DE Linebacker - 58 Jason Babin OLB - 54 Nick Bellore ILB - 98 Quinton Coples OLB - 56 Demario Davis ILB - 51 Ikemefuna Enemkpali OLB - 52 David Harris ILB - 97 Calvin Pace OLB - 57 Trevor Reilly OLB Defensive Back - 24 Phillip Adams CB - 39 Antonio Allen FS - 37 Jaiquawn Jarrett SS - 26 Dawan Landry FS - 25 Calvin Pryor SS - 30 Darrin Walls CB - 22 Marcus Williams CB - 20 Kyle Wilson CB Special Team - 2 Nick Folk K - 46 Tanner Purdum LS - 4 Ryan Quigley P Lista delle riserve - 40 Tommy Bohanon FB (IR) - 55 Jermaine Cunningham OLB (IR) - 81 Shaquelle Evans WR (IR) - 43 Dexter McDougle CB (IR) - 45 Rontez Miles SS (IR) - 27 Dee Milliner CB (IR) - 17 Greg Salas WR (IR) - 67 Brian Winters G (IR) Squadra di allenamento - 92 Tevita Finau DT - 50 Mario Harvey ILB - 62 Kerry Hyder DE - 34 Keith Lewis CB - 31 DaShaun Phillips CB - 79 Brent Qvale OT - 35 Daryl Richardson RB - 93 Kona Schwenke DE - 55 Chris Young ILB |
| Legenda - I rookie sono in corsivo. - Il primo ruolo è il principale mentre gli eventuali successivi indicano i ruoli secondari. - (IR) sta per Injured Reserve ed indica la lista ristretta per un solo giocatore infortunato che può tornare ad allenarsi dopo la settimana 6 e a rientrare in prima squadra dopo che questa ha giocato 8 partite. - (NF-Inj.) / (NF-Ill.) stanno rispettivamente per Non-Football Injured e Non-Football Illness ed indicano le liste dove viene inserito un giocatore che ha un infortunio o una malattia non dipendente dal football americano. - (PUP) sta per Physically Unable to Perform ed indica la lista dove viene inserito un giocatore mentre è in attesa di recuperare la condizione fisica. Nella stagione regolare dopo la sesta partita giocata dalla propria squadra, il giocatore ha tempo tre settimane per riprendere ad allenarsi, più tre settimane aggiuntive dal suo rientro agli allenamenti per rientrare in prima squadra. |

## Calendario
| Stagione regolare | Stagione regolare       | Stagione regolare  | Stagione regolare  | Stagione regolare  |
| Turno             | Avversario              | Risultato          | Record             | Stadio             |
| ----------------- | ----------------------- | ------------------ | ------------------ | ------------------ |
| 1                 | Oakland Raiders         | V 19–14            | 1–0                | MetLife Stadium    |
| 2                 | at Green Bay Packers    | S 24–31            | 1–1                | Lambeau Field      |
| 3                 | Chicago Bears           | S 19–27            | 1–2                | MetLife Stadium    |
| 4                 | Detroit Lions           | S 17–24            | 1–3                | MetLife Stadium    |
| 5                 | at San Diego Chargers   | S 0–31             | 1–4                | Qualcomm Stadium   |
| 6                 | Denver Broncos          | S 17–31            | 1–5                | MetLife Stadium    |
| 7                 | at New England Patriots | S 25–27            | 1–6                | Gillette Stadium   |
| 8                 | Buffalo Bills           | S 23–43            | 1–7                | MetLife Stadium    |
| 9                 | at Kansas City Chiefs   | S 10–24            | 1–8                | Arrowhead Stadium  |
| 10                | Pittsburgh Steelers     | V 20–13            | 2–8                | MetLife Stadium    |
| 11                | Settimana di pausa      | Settimana di pausa | Settimana di pausa | Settimana di pausa |
| 12                | at Buffalo Bills        | S 3–38             | 2–9                | Ford Field         |
| 13                | Miami Dolphins          | S 13–16            | 2–10               | MetLife Stadium    |
| 14                | at Minnesota Vikings    | S 24–30 (DTS)      | 2–11               | TCF Bank Stadium   |
| 15                | at Tennessee Titans     | V 16–11            | 3–11               | LP Field           |
| 16                | New England Patriots    | S 16–17            | 3–12               | MetLife Stadium    |
| 17                | at Miami Dolphins       | V 37–24            | 4–12               | Sun Life Stadium   |

Note: Gli avversari della propria division sono in grassetto

## Classifiche
| AFC East                 | AFC East | AFC East | AFC East | AFC East | AFC East | AFC East | AFC East | AFC East | AFC East |
|                          | V        | S        | P        | %        | DIV      | CONF     | PF       | PS       | STR      |
| ------------------------ | -------- | -------- | -------- | -------- | -------- | -------- | -------- | -------- | -------- |
| (1) New England Patriots | 12       | 4        | 0        | .750     | 4–2      | 9–3      | 468      | 313      | S1       |
| Buffalo Bills            | 9        | 7        | 0        | .563     | 4–2      | 5–7      | 343      | 289      | V1       |
| Miami Dolphins           | 8        | 8        | 0        | .500     | 3–3      | 6–6      | 388      | 373      | S1       |
| New York Jets            | 4        | 12       | 0        | .250     | 1–5      | 4–8      | 283      | 401      | V1       |